# 9822 Hajduková
9822 Hajduková eller 4114 T-1 är en asteroid i huvudbältet som upptäcktes den 26 mars 1971 av den nederländsk-amerikanske astronomen Tom Gehrels och det nederländska astronomparet Ingrid van Houten-Groeneveld och Cornelis Johannes van Houten vid Palomarobservatoriet. Den är uppkallad efter den slovakiska astronomen Mária Hajduková.
Asteroiden har en diameter på ungefär 3 kilometer och den tillhör asteroidgruppen Nysa.